# Vexitomina metcalfei
Vexitomina metcalfei is een slakkensoort uit de familie van de Horaiclavidae. De wetenschappelijke naam van de soort is voor het eerst geldig gepubliceerd in 1867 door Angas.